# Platja de Los Castros
La platja dels Castros és una platja situada en l'occident del Principat d'Astúries (Espanya), en el concejo de Valdés i pertany a la localitat de Cadavéu. Està en la Costa Occidental d'Astúries i roman emmarcada dins del conegut com a Paisatge Protegit de la Costa Occidental d'Astúries.

## Descripció
Té forma de petxina, la longitud mitjana és d'uns 200m i una amplària mitjana d'uns 15 a 20 m. El seu entorn és rural, amb un grau d'urbanització i una perillositat mitjana. L'accés per als vianants és inferior a 500 m i és de difícil recorregut. El jaç és palets i sorres de color torrat i gra mitjà sent el grau d'ocupació bastant baix.
Per localitzar-la cal tenir en compte que el poble més proper és Cadavéu. La platja comprèn la zona que va des de la «ermita de la Regalina» fins a l'extrem nord-est de la cadena muntanyenca al costat del mar. El seu accés és el mateix que el de la Platja de Churín, ja que Els Castros és la continuació cap a l'est de la de Churín. Com la baixada és summament perillosa, es recomanen altres activitats de menys risc com són veure i fotografiar els paisatges des de l'ermita de la Regalina, aistir a les festes de «La Regalina», declarada «Festa d'Interès Turístic Regional».